# 拉勒诺迪耶尔
拉勒诺迪耶尔（法語：La Renaudière，法語發音：[la ʁənodjɛʁ] ⓘ）是法国曼恩-卢瓦尔省的一个旧市镇，属于绍莱区。2015年12月15日，拉勒诺迪耶尔和相邻的9个市镇合并为新市镇塞夫勒穆瓦讷（Sèvremoine）。

## 地理
拉勒诺迪耶尔（47°7'14"N, 1°3'35"W）面积21.46 平方千米，位于法国卢瓦尔河地区大区曼恩-卢瓦尔省，该省份为法国西部内陆省份，大致对应安茹地区，北起顺时针与马耶讷省、萨尔特省、安德尔-卢瓦尔省、维埃纳省、德塞夫勒省、旺代省、大西洋卢瓦尔省和伊勒-维莱讷省接壤。
与拉勒诺迪耶尔接壤的市镇（或旧市镇、城区）包括：热斯泰、鲁赛、穆瓦讷河畔圣日耳曼、莫日地区圣菲尔贝、维勒迪约-拉布卢埃尔、莫日地区圣马凯尔。
拉勒诺迪耶尔的时区为UTC+01:00、UTC+02:00（夏令时）。

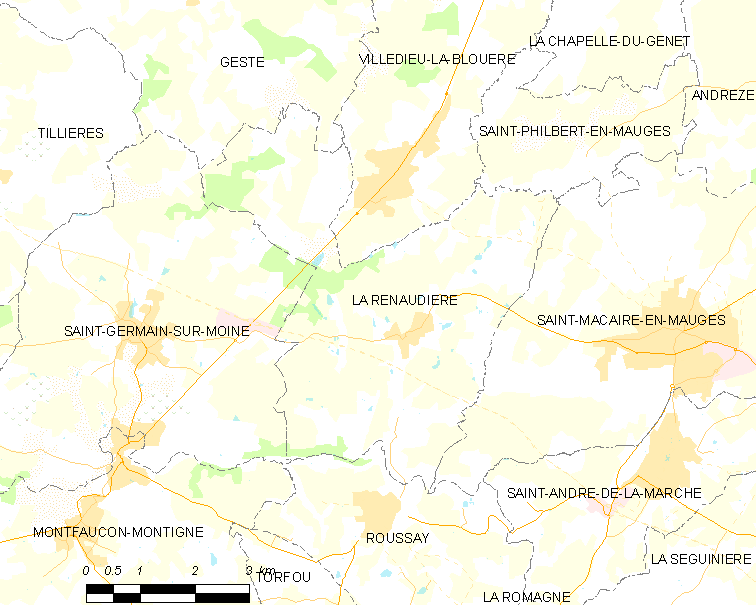
拉勒诺迪耶尔的OSM定位图

## 行政
拉勒诺迪耶尔的邮政编码为49450，INSEE市镇编码为49258。

## 政治
拉勒诺迪耶尔所属的省级选区为塞夫勒穆瓦讷县。

## 人口

1962-2008年间拉勒诺迪耶尔人口变化图示

拉勒诺迪耶尔于2018年1月1日时的人口数量为1053人。